# 瓦莱里乌斯·瓦伦斯
奥勒留·瓦莱里乌斯·瓦伦斯（拉丁語：Aurelius Valerius Valens，？—317年）是公元316年末至317年初的一位罗马皇帝，他曾是达西亚行省的边境都督。
在李锡尼与君士坦丁一世的第一次内战中，后者在316年10月8日（部分歷史學家認定為314年）的西巴莱亚之战取得了压倒性的胜利，而前者逃往阿德里安堡。在瓦伦斯的协助下，李锡尼再次聚拢起第二支部队。316年12月初，李锡尼奉其为奥古斯都，推测是为了确保他的忠诚。很久之后，李锡尼将在与君士坦丁一世的第二次内战中故技重施——将马提尼安努斯任命为共治皇帝。
尽管有些文獻表明瓦伦斯曾任副皇帝（凯撒），仍有钱币证据表明他获得的是“奥古斯都”的称号。
在李锡尼因优柔寡断在316年底到317年初之马蒂亚之战中落败后，君士坦丁一世保住了自己的统治地位，并迫使前者承认他为奥古斯都，废黜了瓦伦斯并任命他们的儿子为凯撒。据贵族彼得（Petrus Patricius）记载，君士坦丁一世曾向梅斯特利亚努斯表达过自己对瓦伦斯擢升奥古斯都的愤怒：

皇帝的表情充满愤怒、身体扭曲，几乎说不出话来。他说：‘在历经这么多次战斗和胜利后，我们从未遭遇目前这种状况——这位兄弟（指李锡尼）的行径甚是恶毒，我们应当拒绝让他成为共治者，而且也应当就此否定与他的亲密关系，让他与那卑劣的奴隶（指瓦伦斯）一起滚到帝国的枢机团里去。’

317年3月1日，双方的和平协定在塞尔迪卡（Serdica）终结。我们并不知道这是否是协议的一部分——李锡尼最终还是处决了瓦伦斯。

## 引文
1. ↑  A.H.M. Jones, J.R. Martindale, J. Morris, The Prosopography of the Later Roman Empire, Cambridge University Press, 1971, p.1119
2. ↑  See, for instance, A.H.M. Jones 1949, p.127 and Ramsay MacMullen, Constantine, Routledge, 1987, p.67
3. ↑  For the consensus on the new dating of the battle of Cibalae in 316, see D.S. Potter 2004, p.378, C. Odahl 2004, p.164. Also see W. Treadgold, A History of the Byzantine State and Society, Stanford University Press 1997, p.34, A.S. Christensen, L. Baerentzen, Lactantius the Historian, Museum Tusculanum Press, 1980, p.23
4. ↑  A.H.M. Jones 1949, p.127
5. ↑  Zosimus and the anonymous author of Anonymus Valesianus|Origo Constantini, see Odahl 2004, note 9 on p.342
6. ↑  Samuel N. C. Lieu, D. Montserrat 1996, p.57
7. ↑  Odahl 2004, p.165
8. ↑  Petrus Patricius, Excerpta de legationibus|Excerpta de legationibus ad gentes at N.C. Lieu, D. Montserrat, 1996 p.58
9. ↑  D.S. Potter 2004, p.378